# Funkcja pasywna słownika
Funkcja pasywna słownika, słownik pasywny – funkcja słownika dwujęzycznego (bilingwalnego) zorientowana na rozumienie tekstów obcojęzycznych
O funkcji pasywnej słownika bilingwalnego, o słownikach pasywnych mówimy wtedy, gdy językiem wyjściowym  jest język obcy a docelowym język ojczysty. Taki słownik służący głównie do recepcji tekstów w obcym języku lub ich tłumaczenia na język ojczysty wymaga  bogatej makrostruktury. I tak słownik niemiecko-polski dla użytkownika polskiego powinien zawierać jak najwięcej niemieckich wyrazów hasłowych (w tym słownictwo fachowe i regionalizmy) i możliwie wiele informacji na ich temat. Przy  polskich ekwiwalentach takie informacje są z reguły zbędne. Słowniki pasywne mogą dobrze służyć osobom, które posiadają odpowiednie kompetencje w zakresie języka docelowego i chcą zrozumieć tekst w języku obcym.
Dla polskiego odbiorcy optymalne jest połączenie słownika pasywnego (przykładowo: w części niemiecko-polskiej) ze słownikiem aktywnym (w części polsko-niemieckiej). 
Funkcję pasywną dla niemieckiego, angielskiego czy francuskiego  odbiorcy pełnią odpowiednio słowniki polsko- niemieckie, słowniki polsko- angielskie, słowniki polsko-francuskie.
Nie należy pojęcia „pasywny” (funkcja pasywna)  rozumieć jako brak aktywności użytkownika słownika, lecz jako odniesienie do recepcji obcojęzycznego tekstu. 